# Offensive de Bukavu
Résurgence du M23
L'offensive de Bukavu est une opération militaire menée en février 2025 par les rebelles du Mouvement du 23 mars (M23) dans l'est de la République démocratique du Congo (RDC), centrée sur leur avancée vers Bukavu, la capitale provinciale du Sud-Kivu, dont ils prennent le contrôle le 16 février 2025. Cette campagne militaire débute à la suite de la conquête par le groupe de la ville de Goma fin janvier 2025, dans la province voisine du Nord-Kivu, et s’inscrit dans le cadre de l’offensive plus vaste du M23 initié en novembre 2021.

## Contexte
L'expansion du Mouvement du 23 mars (M23) au Sud-Kivu a lieu à la suite de la prise de Goma, la capitale du Nord-Kivu, fin janvier 2025.
Le 28 janvier 2025, le chef adjoint de la MONUSCO, Vivian van de Perre, déclare que le processus de paix sous médiation angolaise doit être relancé pour « éviter la menace imminente d'une troisième guerre au Congo », et le Conseil de paix et de sécurité de l'Union africaine tient une réunion d'urgence au cours de laquelle il se concentre sur la nécessité d'obtenir un cessez-le-feu.
Le 3 février 2025, le L'Alliance fleuve Congo (AFC), dont fait partie le M23, annonce un cessez-le-feu humanitaire, invoquant des inquiétudes concernant l'acheminement de l'aide et les populations déplacées. Cependant, le gouvernement congolais et des sources des Nations unies font état de la poursuite des opérations militaires, le gouvernement qualifiant l'annonce du cessez-le-feu de « fausse communication ».
Cette rapide avancée dans le Sud-Kivu, accroit les crainte de l’ONU concernant une escalade régionale du conflit.
Dans la capitale provinciale, et dans plusieurs zones du Sud-Kivu des milliers de jeunes de la société civile, se portent volontaires pour aller combattre le M23 au côté de l’armée congolaise. Ils s’enrôlent dans les milices supplétives wazalendo, et suivent une formation militaire accélérée de quatre jours avant de pouvoir rejoindre le front,. Un climat de psychose s’installe dans Bukavu, et certains habitants préparent des réserves de nourriture, de torches et de piles, tandis que d’autre décident de fuir vers la frontière avec le Burundi. et que les organisations humanitaires et l’ONU, en prévision de l'affrontement, évacuent leurs personnels par Cyangugu, une ville rwandaise, mitoyenne de Bukavu.
L'alliance rebelle dirigée par le M23, par l'intermédiaire de son porte-parole Lawrence Kanyuka, justifie une éventuelle action militaire en invoquant la nécessité de protéger les civils de ce qu'elle décrit comme des violences et des pillages continus à Bukavu. Dans une déclaration sur la plateforme de médias sociaux Twitter/X, elle met en garde contre une intervention si les attaques contre les civils signalées se poursuivent.

## Offensive
À la suite de la prise de Goma, le Mouvement du 23 mars (M23) continue son avancée en République démocratique du Congo (RDC), dont le nouvel objectif semble être la ville de Bukavu, la capitale de la province du Sud-Kivu, une région dont la MONUSCO s’est retiré en juin 2024. Lors de la progression de l’insurrection vers le sud, des affrontements opposent les rebelles et leur alliés rwandais, à une coalition d’environ 1500 combattants loyalistes : Forces armées de la république démocratique du Congo (FARDC), soldats burundais et des groupes armés wazalendo, regroupés dans la zone de Nyabibwe, à environ 80 kilomètres de Bukavu. Le 30 janvier 2025, selon l’ONU, les troupes de la rébellion se trouvent à environ 60 kilomètres au nord de Bukavu, à quelques kilomètres seulement de l’aéroport de Kavumu.
Le 5 février 2025, après une période d'accalmie et malgré un cessez-le-feu décrété de leur propre initiative la veille, les troupes du M23 et les Forces rwandaises de défense (FRD) reprennent les hostilités dans la province du Sud-Kivu, où d’intenses combats les opposent aux forces armées congolaises. Ils s'emparent rapidement de la cité minière stratégique de Nyabibwe, située à mi-chemin entre Goma et Bukavu. La prise de la ville est confirmée par des sources humanitaires et sécuritaires, ainsi que par Corneille Nangaa, le coordonnateur de l'AFC, qui la justifie en déclarant que le M23 a répondu à une attaque des FARDC, alors que Patrick Muyaya, le porte-parole du gouvernement congolais, dénonce le cessez le feu décréter unilatéralement comme un nouveau leurre du M23. Les responsables des Nations Unies confirment que les forces rebelles ont avancé jusqu'à 50 kilomètres de Bukavu, tout en gardant le contrôle des infrastructures de transport de Goma, y compris toutes les voies de sortie et l'aéroport de Goma. Environ 10 000 soldats burundais sont déployés au Sud-Kivu pour soutenir les forces congolaisesdont la présence est renforcé le 7 février, par l'envoi d'un bataillon de militaire burundais supplémentaire,. Le 8 février, des réfugiés quittant un camp de déplacés à l'ouest de Goma affirment qu'ils ont reçu l'ordre de partir d'un colonel du M23 qui est entré dans le camp. Les forces rebelles stoppent temporairement leur avancé à la suite de l'appel au cessez-le-feu lancé par les dirigeants de la Communauté d'Afrique de l'Est (EAC) et de la Communauté de développement d'Afrique australe (SADC) lors du sommet exceptionnel tenu en Tanzanie le 8 février.
Le 11 février 2025, l'offensive reprend avec une attaque à l'aube des forces du M23 qui frappent près du village d'Ihusi après une avancé des rebelles le long de la route Bukavu-Goma. Le M23 tente de s'emparer des hauts plateaux surplombant la route principale menant à Bukavu, afin de couper les voies d'approvisionnement des Forces armées de la république démocratique du Congo (FARDC). L'assaut est contenue par les militaires burundais déployés dans le secteur. Cet endroit a une importance stratégique en raison de sa proximité avec des infrastructures essentielles, situées à environ 40 kilomètres de l'aéroport militaire de Kavumu et à 70 kilomètres de Bukavu. L'aéroport est utilisé par l'armée congolaise comme principal centre logistique, qui permet le ravitaillement et le transport des troupes de l’armée congolaise, et est aussi le dernier verrou avant Bukavu. Cet assaut marque la fin d'une brève pause de deux jours dans les opérations militaires. Des observateurs locaux signalent d'importants échanges d’artillerie le long de la ligne de front, avec des tirs d'armes lourdes entendus dans toute la région. Des observateurs de l'ONU signalent des mouvements de troupes rwandaises dans le Sud-Kivu.
Plusieurs rapports de mauvaise conduite sont rapportés au sein des forces armées congolaises au cours de l'offensive. Un tribunal militaire de Bukavu entame des poursuites contre quatre-vingt-quatre accusés, dont des militaires et des civils, accusés de multiples infractions graves. Les accusations découlent d'incidents survenus lorsque les accusés ont abandonné leurs positions au cours d'opérations de combat dans le territoire de Karehe, avec des preuves de crimes commis à Kabare, Katana, Murhesa, Mululu, Mudaka, Miti et Bukavu. À Kavumu, plusieurs soldats sont entrés dans un bar-restaurant, commettent un vol à main armée et abattent sept civils. Les accusés sont également accusés d'avoir provoqué des troubles à l'ordre public et d'avoir utilisé des armes sans autorisation.
Le 12 février, les troupes des M23/FRD prennent le contrôle de la localité Kalehe-centre, principal centre commercial du territoire de Kalehe, ainsi que d'Ihusi, après de violents combats avec les FARDC, forçant les militaires congolais à se replier pour éviter l'encerclement. La coalition M23/FRD occupe toute la partie littorale du territoire de Kalehe, de Minova à Kalehe-centre, alors que les forces gouvernementales conserve le contrôle du haut plateau où se trouve la chefferie de Buloho. Plusieurs victimes civiles sont signalées, et de nombreux habitants fuient en masse dans plusieurs directions, notamment vers Idjwi et d'autres îles du lac Kivu. Les rebelles continue leur progression jusqu'à Kasheke, tandis que les militaires congolais se replient à Kabamba, à une heure de distance. Le même jour, le gouvernement congolais condamne et alerte la communauté internationale sur la violation par le Rwanda et ses alliés du M23 du cessez-le-feu décidé lors du sommet  EAC-SADC, et recommande la convocation urgente de la réunion des chefs d’État-major général, décidée lors du sommet conjoint, afin de mettre en place un mécanisme de suivi et de vérification.
Le 14 février, le M23 et leurs alliés, les forces rwandaises de défense, font une nouvelle percée le long de la route nationale 2 en direction de Bukavu. Dans la matinée, ils pénètrent dans le territoire de Kabare, et après de brefs combats prennent le contrôle des cités de Kabamba et Katana,. En début de journée, ils encerclent et prennent le contrôle de l'aéroport de Kavumu, situé à environ 30 kilomètres de Bukavu. Des témoins locaux rapportent avoir observé les forces gouvernementales se retirer de la zone pendant l'affrontement. La prise de contrôle de l'aéroport et de ses alentours est justifiée par le porte-parole du M23, Lawrence Kanyuka, comme une mesure pour éliminer la menace à sa source, affirmant que l'installation représente un danger pour les populations civiles.
Peu après, les rebelles du M23 reprennent leur progression vers Bukavu et pénètrent quelques heures plus tard dans les faubourgs au nord de Bukavu, dans les zones de Bagira et de Kazingu, où ils ne rencontrent presque aucune résistance, la majorité des troupes ayant déserté la ville,. Cette progression est accompagnée de coups de feu dans différentes parties de la ville, selon Jean Samy, vice-président de la société civile du Sud-Kivu. Les FARDC et les troupes burundaises déployées dans la région en soutien à Kinshasa se sont majoritairement repliés vers le sud-est de Bukavu en direction de la frontière avec le Burundi,. Dans la matinée, les militaires congolais restant et leurs familles ont reçu la consigne de quitter les camps militaires situés dans Bukavu. Dans les jours précédents, les représentants de la société civile ont appelé l’armée à ne pas engager les affrontements dans la ville pour éviter une « boucherie humaine ». Le responsable de la police et le gouverneur du Sud-Kivu, qui ont appelé la population au calme quatre jours auparavant, ont quitté Bukavu. Ils se sont réfugiées à Bujumbura au Burundi, tout comme d'autres personnalités officielles. Bien que les autorités aient conseillé aux résidents de rester à l'intérieur, certains civils se dirigent vers le sud pour trouver refuge à Uvira ou à Bujumbura, deux villes situées sur les rives du lac Tanganyika.
Le 15 février, la situation à Bukavu demeure tendue, les forces rebelles n’ont pas progressé davantage vers la capitale provinciale, mais l'insécurité s'accroît dans la ville. Des pillages généralisés touchent les entreprises privées, les institutions gouvernementales et les organisations humanitaires , dont le dépôt du Programme alimentaire mondial, qui contenait 6 800 tonnes de nourriture, dont les activités sont suspendues depuis plusieurs semaines en raison de la détérioration de la situation en matière de sécurité. Des groupes de jeunes, se présentant comme des Wazalendo sont impliqués dans des pillages. Des civils armés participent également à ces exactions, détruisant des commerces et extorquant des habitants. Des images circulant sur les réseaux sociaux montrent des enfants manipulant des armes en pleine ville. Des morts sont signalés, mais aucun bilan officiel n’a encore été communiqué. De nombreuses personnes sont blessées, et des officiers de l'armée congolaise sont accusés de participer aux pillages et incendies. La prison centrale de Bukavu est vidée de ses prisonniers, certains prisonniers ayant été libérés par les soldats, tandis que d'autres se sont échappés de l'établissement. Face à cette situation, des groupes de volontaires se forment dans certains quartiers pour assurer une protection locale. Les habitants, pris entre l'avancée des combattants du M23, les pillages et la peur des combats, craignent une escalade de la violence. Certains se réfugient chez eux tandis que d'autres tentent de fuir la ville. Les femmes craignent de sortir en raison du risque de violence sexuelle.
Le 16 février, le M23 entre dans le centre de Bukavu, sous les applaudissements d'une partie de la population. Le M23 prend le contrôle de plusieurs quartiers et de lieux clés de la ville, dont la résidence du gouverneur et le poste frontière avec le Rwanda, Ruzizi 1. Des témoins expliquent que le calme est  revenu dans Bukavu, et des habitants commencent timidement à sortir de chez eux, alors que les combattants du M23 se déploient dans la ville, et que des tirs résonnent encore dans certains quartiers, notamment près d'une base militaire de la ville. Après avoir conquis Goma, à la fin du mois de janvier, cette avancée permet au M23 et à son allié rwandais de prendre le contrôle des deux côtés de la frontière du lac Kivu et le contrôle des ravitaillements par voie aérienne,. La dernière fois que la République démocratique du Congo a perdu simultanément le contrôle des deux capitales du Kivu remonte à 1998, durant la deuxième guerre du Congo.

## Réactions

### Sud-Kivu
Bukavu, capitale de la province du Sud-Kivu, commence à mettre en œuvre des mesures d'urgence en prévision d'une éventuelle avancée du Mouvement du 23 mars (M23) dans la ville. Les autorités locales lancent des actions préventives, notamment la fermeture des établissements d'enseignement le 7 février. La menace d'une attaque imminente suscite également une réaction généralisée de la part de la population civile, les habitants évacuant la zone et les établissements commerciaux suspendant leurs activités, notamment les banques et les magasins.

### Internationales
Les Nations Unies et plusieurs pays occidentaux affirment que le Rwanda a fourni un soutien et des armes aux rebelles du M23 pendant l'offensive. Ces allégations sont systématiquement démenties par les responsables du gouvernement rwandais.
Lors de l'ouverture du sommet de l’Union africaine qui se tient à Addis-Abeba le 15 février, le secrétaire général des Nations Unies, Antonio Guterres, réitère un appel à éviter à tout prix une escalade régionale. Le même jour, la diplomatie française appelle au retrait immédiat des forces rwandaises de la République démocratique du Congo (RDC) et se déclare prête à imposer des sanctions contre les acteurs contribuant à l'insécurité dans l'est de la RDC,. L'Union européenne, dans un message publié sur le réseau social X, annonce examiner en urgence toutes les options à sa disposition.
Après l'entrée des combattants du M23 et des troupes rwandaises dans le centre de Bukavu le 16 février, le commissaire à la paix et la sécurité de l'Union africaine, Bankole Adeoye, plaide pour éviter une balkanisation de la RDC et appelle au retrait immédiat du M23 et de ses partisans de toutes les villes occupées, sans nommer explicitement le Rwanda. 
Dans un communiqué publié le même jour, le gouvernement britannique estime que cette situation constitue une escalade sérieuse qui accroit le risque d’un conflit régional plus large. Le ministère des Affaires étrangères britannique déclare que l’entrée du M23 et des Forces rwandaises de défense à Bukavu viole la souveraineté et l’intégrité territoriale de la RDC, ainsi que la charte des Nations unies.
Le 21 février 2025, Le Conseil de sécurité de l’ONU adopte, une résolution appelant les rebelles du M23 à cesser leur offensive dans l'est de la République démocratique du Congo (RDC), et demandant aux forces du Rwanda, de cesser leur soutien au groupe armé et de retirer leurs troupes du territoire congolais.